# Piotr Gembarowski
Piotr Gembarowski (ur. 13 sierpnia 1970 w Warszawie) – polski dziennikarz, prezenter telewizyjny i radiowy, przedsiębiorca, aktor telewizyjny i filmowy, reżyser, scenarzysta, właściciel przedsiębiorstwa i trener z zakresu komunikowania z mediami i wystąpień publicznych.

## Życiorys
Jest absolwentem XLV Liceum Ogólnokształcącego im. Romualda Traugutta w Warszawie. W latach 1994–2005 pracował w Telewizji Polskiej. Prowadził serwis informacyjny Teleexpress (1994–2003) i przeprowadzał wywiady z politykami w programie Gość Jedynki (1998–2004), a także współprowadził poranne programy: Kawa czy herbata? (1994–2003) i Pytanie na śniadanie (2003–2004). W 1996 poprowadził na antenie Polsatu program Miss Telewizji. Na początku 2005 roku miał prawie 20-letnią przerwę od pracy w TVP.
Negatywnym echem odbił się incydent z 6 października 2000, kiedy to przed wyborami prezydenckimi w 2000 roku podczas wywiadu w programie Gość Jedynki strofował kandydata na prezydenta Mariana Krzaklewskiego. Po emisji programu tygodnik „Wprost” rozpropagował akcję bojkotu Gembarowskiego. Gembarowski wówczas został zawieszony w obowiązkach dziennikarza TVP przez niespełna trzy miesiące, od 7 października do 31 grudnia 2000 roku. W styczniu 2001 roku wrócił do pracy i pełnił swoje obowiązki jeszcze przez 3,5 roku. 9 grudnia 2002 podczas wywiadu z wicepremierem, ministrem finansów Grzegorzem Kołodką zarzucił nierzetelność Polskiej Agencji Prasowej, stwierdzając, że agencja nierzetelnie przekazuje informacje pochodzące z Ministerstwa Finansów. Później przeprosił PAP za „nieporozumienie”. 
Po odejściu z TVP założył autorskie przedsiębiorstwo Art&Media Productions, w którym zajmuje się szkoleniami medialnymi, kreowaniem wizerunku oraz treningami zachowań dla kadr menedżerskich i polityków. Szkolił z zakresu prezentacji, autoprezentacji i wystąpień publicznych zarządy wielu przedsiębiorstw, w tym w Polsce (m.in. Henkel, GTC) oraz za granicą – polityków ukraińskich przed wyborami parlamentarnymi i samorządowymi na Ukrainie. Prowadził szkolenia również dla warszawskiej agencji reklamowej Fila Production.
Pisał teksty motoryzacyjne dla miesięcznika „Golf & Life”. W latach 2006–2008 prowadził wywiady z politykami w audycji Antyradia. W październiku 2012 został gospodarzem autorskiego programu Superstacji Debata Piotra Gembarowskiego, w którym również przeprowadzał wywiady z politykami. Ostatnia audycja została wyemitowana 24 czerwca 2017. Od maja do grudnia 2020 prowadził autorski program Okiem eksperta w internetowej telewizji Comparic24.TV, która specjalizuje się w tematyce inwestycji i biznesu. W 2021 zagrał epizodyczną rolę dziennikarza w kilku odcinkach serialu Barwy szczęścia na TVP2.

## Nagrody, nominacje i wyróżnienia
- 2000: Telekamery 2000 - III miejsce w kat. Prezenterzy